# Ivan Dmitrieviche Voronok
Ivan Dmitrieviche "Voronok" (em russo:  Иван Дмитриевич «Ворёнок»; 5 de janeiro 1611 (26 de dezembro de 1610, de acordo com o calendário juliano, Kaluga, Czarado da Rússia - 16 de julho 1614 (6 de julho, de acordo com o calendário juliano), Moscou, Czarado da Rússia) foi o filho mais novo de Marina Mnishek (também conhecida como Marina Yurievna) e do Falso Demétrio II (de acordo com outra versão, de Ivan Zarutski). Os apoiadores o chamavam de Ivan Dmitrieviche e o consideravam um candidato ao trono russo, enquanto os oponentes o chamavam de Ivashka Voronok (em russo:  Ивашкой Ворёнком, transl. Ivashkoy Voronkom, "Ivashka, o Pequeno Criminoso"). Marina Mnishek deixou Tushino em 13 de fevereiro de 1610 e foi para Kaluga para visitar o Falso Demétrio II. Ivan Zarutski permaneceu em Tushino entre os apoiadores do príncipe Ladislau. Marina e Zarutski se conheceram em agosto de 1610. Marina deu à luz um filho no final de dezembro de 1610 ou em janeiro de 1611.

## Biografia
Ivan Dmitrieviche nasceu em Kaluga em dezembro de 1610 ou janeiro de 1611, poucos dias após o assassinato de seu pai, o Falso Demétrio II, pelo príncipe Nogai de cidadania russa Pedro Urusov. Inicialmente, os moradores de Kaluga o reconheceram como príncipe, herdeiro do trono.
Após o aparecimento do Falso Demétrio III, a questão dos direitos do bebê tornou-se mais aguda. Apareceram pessoas alegando que após a morte de seu marido, Marina Yurievna declarou-se falsamente grávida e Ivan não era seu filho. Em 1611-1612, o bebê estava com a mãe em Kolomna.
Enquanto isso, o ataman Ivan Zarutski, que na época estava com seu exército cossaco no acampamento de Tushino, perto de Moscou, começou a nomear ativamente Ivan como herdeiro do trono. Este desenvolvimento dos acontecimentos foi contestado pelo patriarca de moscou, Hermógenes, que se dirigiu aos membros do zemstvo com uma admoestação “отнюдь на царство проклятого паньина Маринкина сына не хотети”. Em 1612, Zarutski retirou-se para Kolomna, e depois para as terras de Riazã, para a cidade de Mikhailov. Levando Marina Mnishek e seu filho com ele, ele proclamou Ivan por toda parte o verdadeiro herdeiro do trono.
No início de 1613, Marina Mnishek declarou os direitos de seu filho como herdeiro do trono ao Zemski Sobor, que a considerou entre outros candidatos ao trono (a assembleia decidiu chamar Miguel Fedoroviche Romanov ao trono).
Cazã, Viatka e outras cidades, às quais a notícia da decisão da assembleia não chegava há muito tempo, prestaram juramento a Ivan Dmitrieviche.

### Morte
Em 29 de julho (de acordo o calendário juliano), tendo sofrido uma derrota perto de Voronej em uma batalha com o exército do príncipe Odoevski, Zarutski, Marina e a criança cruzaram o Don e foram para Astracã, onde foram apoiados pelos cossacos do Volga, Don, Ural e Terek.
Em 1614, o chefe do Streltsi de Cazã, Basílio Khokhlov, sitiou o Kremlin de Astracã e forçou Zarutski, junto com Marina Mnishek, a fugir para o Ural. Em 23 de junho de 1614, os chefes dos Streltsi Gordei Palchikov e Sebastião Onuchin sitiaram Zarutski na cidade dos cossacos do Ural na ilha de Medvezhi e, após uma longa e teimosa batalha, forçaram os cossacos em 25 de junho a entregar ele e Marina Yurievna, que estava com ele e seu filho. Os prisioneiros foram enviados para Astracã, para o voivoda Odoevski, que imediatamente os enviou sob forte escolta para Cazã e de lá para Moscou. “Em Astracã”, escreveu ele ao czar, “não ousamos mantê-los por causa da agitação e da instabilidade”.
Em Moscou, Zarutski foi empalado, Marina foi presa e Ivan, de três anos, foi estrangulado por ordem do governo de Miguel Romanov, perto do Portão de Serpukhov. Contemporâneos alegaram que o laço não apertou o pescoço do menino e ele morreu de frio poucas horas depois.
Em 24 de dezembro de 1614, foi anunciado aos poloneses que em Moscou “o filho de Ivan e Marinka foi executado por suas más ações, e Marinka morreu de doença e melancolia em Moscou por sua própria vontade”.